# Kvetoslavov
Kvetoslavov (Bloemenstad of Hongaars: Úszor) is een klein dorpje in Slowakije. Het ligt op ongeveer 8 kilometer van Šamorín. Het is een stadje waar vooral ouderen wonen en waar veel vrijstaande huizen staan.

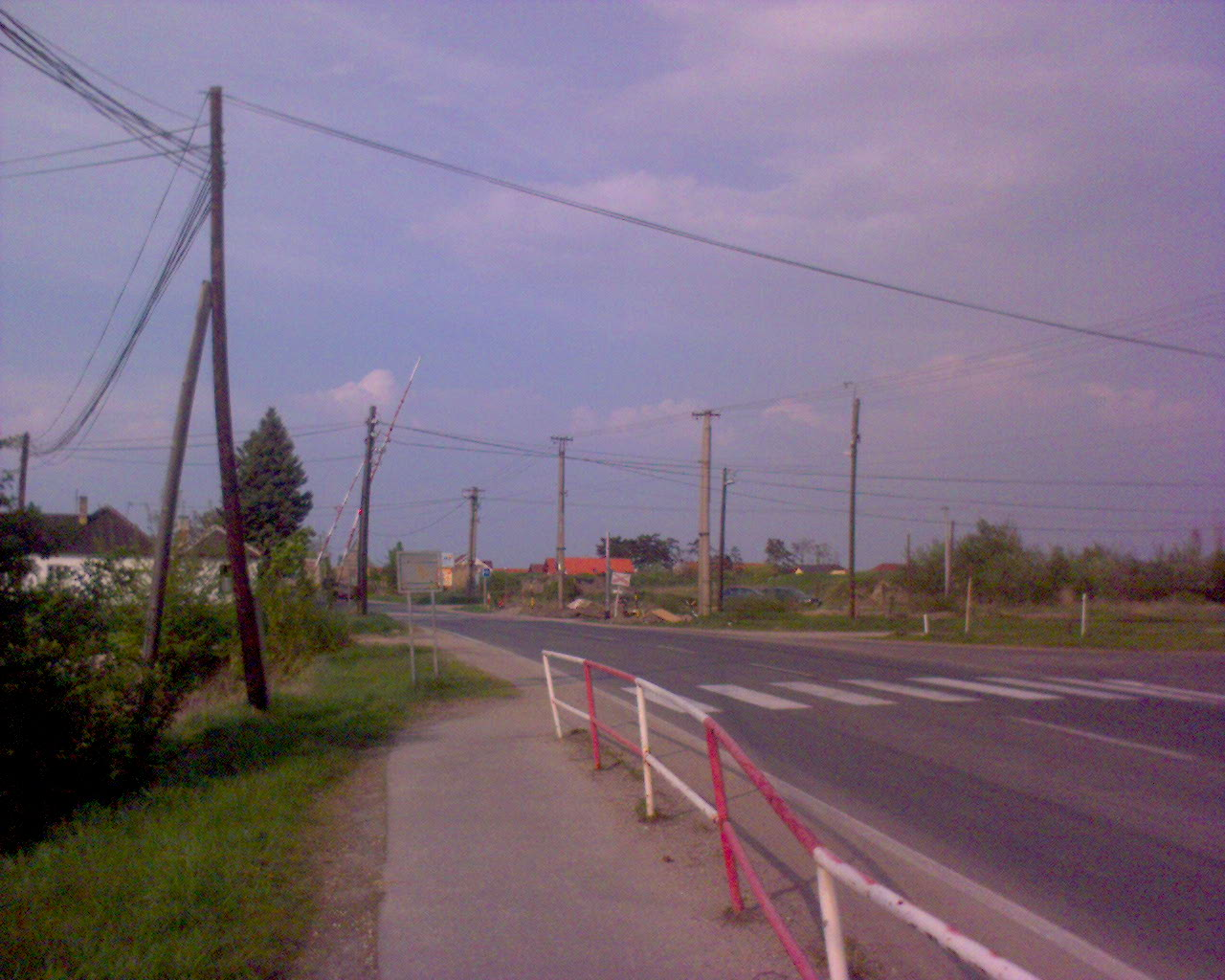
Kvetoslavov 2006

In het dorp woonden van oudsher alleen Hongaren, inmiddels zijn er meer SLowaken, maar vormen de Hongaren nog 40% van de bevolking.